# Fusión del KPD y del SPD

Logotipo del Partido Socialista Unificado de Alemania.

La fusión del KPD y del SPD en el Partido Socialista Unificado de Alemania se produjo en 1946 en la Zona de ocupación soviética tras presiones de la Administración Militar Soviética en Alemania. Los socialdemócratas que se opusieron a la unificación fueron trasladados a campamentos y prisiones o fueron presionados física y sicológicamente.

## Antecedentes
En los círculos del KPD y del SPD se manejaban distintas interpretaciones sobre los motivos que propiciaron el ascenso del nacionalsocialismo y su éxito electoral. Mientras que una parte de los socialdemócratas pensaba que la culpa era del papel desastroso que desempeñaron los comunistas durante los últimos años de la República de Weimar, y desde el KPD se consideraba a los socialdemócratas como unos «socialfascistas», otros sectores creían que el verdadero motivo del triunfo nazi fue la división del movimiento obrero en los dos partidos después de la Primera Guerra Mundial.
En 1945 la unión del KPD con el SPD para formar un solo partido de los trabajadores tenía apoyos en ambas formaciones. La Administración Militar Soviética en un primer momento no era partidaria de esta fusión, al considerar que su poder político en la Zona de ocupación soviética sería mayor con la existencia del KPD bajo su dirección.
Durante el año 1945, las represalias de la autoridad soviética aseguraron que los socialdemócratas no estuvieran muy predispuestos a la asociación de los partidos. Sin embargo, los resultados en las elecciones de Hungría y Austria, donde el partido comunista obtuvo unos resultados malos, hizo necesario un cambio de estrategia. Tanto Iósif Stalin como Walter Ulbricht se dieron cuenta del «peligro de Austria», y prepararon en noviembre de 1945 una precipitada campaña para la unidad que debía asegurar las pretensiones de liderazgo del KPD.

## Preparación de la fusión
Se formaron grupos de trabajo de ambos partidos y comités, bajo la presión de la autoridad soviética, del KPD y de algunos líderes socialdemócratas, con el objetivo de conseguir la unificación organizativa. A principios del año 1946 se arrestaron en todos los Länder de la zona de ocupación soviética a muchos socialistas contrarios a la fusión. El presidente del SPD, Erich Ollenhauer, estimó que al menos 20 000 socialdemócratas fueron torturados o asesinados durante el proceso.
El 1 de marzo de 1946 se celebró una conferencia del SPD en el Admiralspalast de Berlín, donde se votó sobre la unificación con el KPD. El 14 de marzo de 1946 el Comité Central del SPD publicó un llamamiento para la fusión del KPD y del SPD.

## Fusión

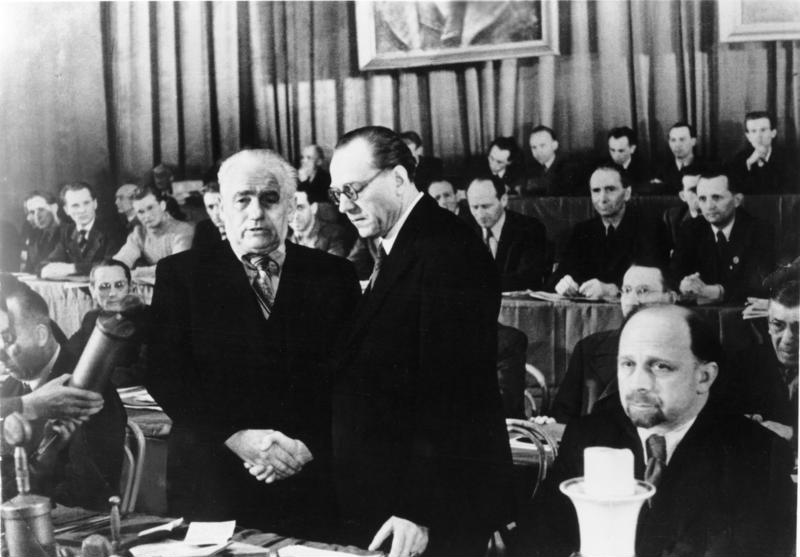
Apretón de manos entre Wilhelm Pieck (izquierda) y Otto Grotewohl durante el congreso donde se formó el SED en abril de 1946.

Los días 19 y 20 de abril se celebró en Berlín el 15º congreso del KPD y el 40.º del SPD donde se decidió la unión en el Partido Socialista Unificado de Alemania (SED). El 21 y 22 de abril de 1946 se celebró en el Admiralspalast el congreso donde se produciría la formación del nuevo partido, que se formalizó el 22 de abril. Participaron más de mil delegados, 47% del KPD y 53% del SPD. 230 acudieron desde Alemania Occidental, aunque los 103 que acudieron por parte del SPD carecían de escaño; encuestas anteriores entre socialistas de la zona occidental arrojaban resultados contrarios a la fusión.
El nuevo partido fue paritario a todos los niveles: sus primeros presidentes fueron Wilhelm Pieck (KPD) y Otto Grotewohl (SPD), y sus delegados Walter Ulbricht (KPD) y Max Fechner (SPD). El apretón de manos entre los dos presidentes el día de la fusión se convirtió en el logo del SED. Después del congreso los militantes comunistas y socialistas podían refrendar mediante su firma la adhesión al partido recién creado.
Al principio se mantuvo esta igualdad de derechos entre los miembros de ambas formaciones, pero a partir de 1949 los cargos más importantes fueron ocupados por antiguos miembros del KPD. Entre 1948 y 1951 se realizaron purgas y encarcelamientos de socialdemócratas.